# Pavlovaceae
A Pavlovaceae a Haptophytina családja. A Pavlovophyceae egyetlen ismert rendjének, a Pavlovalesnek egyetlen ismert családja. 4 ismert nemzetsége van (Diacronema, Exanthemachrysis, Pavlova és Rebecca). J. C. Green írta le a Pavlovalest 1976-ban.

## Élőhely
Az óceáni átlagnál magasabb oxigénszintű partközeli édes- vagy brakkvízben – a paleozoikumi Haptophytina-tagokhoz hasonló helyen – élő félbentikus alga.
Előfordulása erősen korrelál a tápanyagszinttel.

## Életmód
Nincs szénkoncentrációs mechanizmusuk (CCM). Fotoszintetikusak, ribulóz-biszfoszfát-karboxiláz-oxigenázuk (RuBisCO) specificitásnövekedése a vörösmoszatokéval közel egyidejűleg történt, ezt magyarázhatja, hogy a kettő hasonló CO2/O2-arányú helyeken él. A környezetben való versenyelőnyhöz az algák bevezethettek CCM-t, növelve a belső CO2/O2-arányt, így a RuBisCO-specificitás kevésbé befolyásolta az alga lehetőségeit.
Szénaffinitásuk alacsony és a külső szénkoncentrációtól kevéssé függ.
Tiaminszükségletük közel azonos a Gephyrocapsa huxleyiéval.

## Morfológia
Hátulsó ostora vesztigiális, alapján gyakran duzzanat található. Egyes nemzetségeinek (például Pavlova, Diacronema) szemfoltjai vannak.
Kloroplasztiszuk nem rendelkezik pirenoiddal, vagy ha mégis, az a sejt külső része felé mutat.

## Genomika
2014-ben szekvenálták a Pavlova lutheri mitokondriális és kloroplasztiszgenomját, ennek hossza 34 086 bp, GC-tartalma 37,3%, 22 fehérjekódoló génjéből 15 a sejtlégzésben fontos, 5 riboszomális fehérjét kódol. Kloroplasztiszgenomja 95 281 bp, GC-tartalma 35,6%, 111 fehérjekódoló génje van, ebből 9 egyedi.
2021-ben szekvenálták a Diacronema viridis mitokondriális genomját. Hossza 29 282 bp, GC-tartalma 39,2%, 20 fehérjekódoló, 3 rRNS-, 24 tRNS-génje van, ezek összesen a genom 76,2%-át, 22 294 bp-t fedik le. A mtDNS-ek összehasonlítása igazolta a Haptophytina és a Diacronema nemzetség monofíliáját is.
A por megtalálható a Pavlovalesben, ezt feltehetően sárgásmoszatokból szerezte a Haptophytina fejlődésének kezdetén.
A csoport nem rendelkezik δ-szénsav-anhidrázzal.
A TENA egyik alcsaládja, a TenA E növényekben aminohidroláz az YLMB-hez hasonlóan, de megtalálható a Pavlovaceae csoportban is.

## Jelentőség

### Geológia
Az általa megkötött szén kevesebb 13C-at tartalmaz, mint a cianobaktériumoké, ez a δ13C kezdeti oszcillációihoz hozzájárult. A CCM-ek és az embriós növények, a sárgásmoszatok és a Haptophytina újabb tagjainak közepesebb specificitású RuBisCO-inak kialakulásával csökkent az oszcilláció.
A Haptophytina-RuBisCO-k pozitív szelekciója feltehetően 300–400 millió évvel ezelőtt történt.

### Táplálékkiegészítőként
A Pavlova pinguis és néhány más Pavlova-faj használható lehet nutraceutikumként és gyógyszerként: kevesebb omega-6 zsírsavat tartalmaz, mint omega-3-at. Lúgos hidrolízissel a zsírsav- és zsíralkohol-tartalma 32, illetve 14%-kal nő, monogliceridtartalma 84%-kal csökken. Kevés cukor és egyéb vegyület található benne.

### Biomarkerként
Több szterolt, például 4α-metil-24β-etil-5α-kolesztán-3β, 4β-diolt (etilpavlovol), 4α,24β-dimetil-5α-kolesztán-3β, 4β-diolt (metilpavlovol) és 4α-metil-24-etil-5α-koleszt-22E-én-3β-olt (a dinoszterol egyik izomerje) termel. E vegyületeket szabad szterolként állítja elő, nem észterként.
Ezek jelenléte viszonylag nagy mennyiségük (100 g szárazanyaggal 143 mg szterol állítható elő) miatt könnyen használható jelenlétük kemotaxonómiai igazolására.

### Az akvakultúrában
Az akvakultúrában a Pavlova-fajokat fésűkagylók lárváinak adják.

## Filogenetika
Adl et al. 2019-es tanulmányában a Diaphoretickes Haptista törzsének Haptophyta osztályában renden kívüli család volt.